# Yıldız
Yıldız (trad: "estrela" em turco) é um bairro do distrito de Beşiktaş, na parte europeia de Istambul, Turquia. Situado numa encosta virada para o Bósforo, encontram-se no bairro alguns monumentos históricos importantes, como o Parque de Yıldız e o Palácio de Yıldız, este último segundo maior palácio dos muitos que há em Istambul. Em 2009 o bairro tinha 5 680 habitantes.

## História
Nos tempos bizantinos, a área estava coberta de florestas de coníferas. O sultão Solimão, o Magnífico tornou-a uma coutada de caça e durante os séculos seguintes permaneceu um bosque nas traseiras dos palácios à beira-mar. O bairro começou a florescer após a construção do palácio no século XIX e, como este, adotou o nome do primeiro pavilhão construído, chamado Yıldız Kasrı, mandado construir por Selim II no início do século. A área foi o centro administrativo do Império Otomano durante os seus últimos 30 anos.

## Pontos turísticos
Uma parte considerável da área do bairro é ocupada pelo complexo do palácio, que além dos edifícios palacianos, comporta o Parque de Yıldız, a Mesquita de Yıldız, a Torre de Relógio de Yıldız e a Universidade Técnica de Yıldız.
A maior parte dos jardins do palácio, alguns antigos pavilhões e as famosas oficinas de porcelana estão abertas ao público no que atualmente se designa Parque de Yıldız. O pavilhão mais famoso, o Şale Köşkü (Pavilhão ou Quiosque do Chalé) é acessível através do parque, o qual também está ligado por uma ponte de mármore ao Palácio imperial de Çırağan, situado à beira do Bósforo, que atualmente é um hotel de luxo.
Outro dos monumentos notáveis próximo do Palácio de Yıldız é a Mesquita Hamidiye, mandada construir por Abdulamide II entre 1884 e 1886 em estilo misto de neogótico e clássico otomano.
O türbe (mausoléu) de Yahya Efendi, um complexo islâmico do século XVI atrai cerca de um milhão de visitantes anualmente. Outro türbe, de Sheikh Zafir Efendi , construído em 1886 e desenhado pelo arquiteto italiano Raimondo D'Aronco, é um belo exemplo de Art Nouveau em Istambul. Atrás desse mausoléu encontra-se a Mesquita de Ertuğrul Tekke, mandada construir em 1887 pelo sultão Abdulamide II.